# Hans Aabech
Hans Vilhelm Aabech (Copenaghen, 1º novembre 1948 – Copenaghen, 8 gennaio 2018) è stato un calciatore danese, di ruolo attaccante.

## Biografia
Suo figlio Kim è stato a sua volta un calciatore professionista.

## Palmarès

### Club
- Campionato danese: 3

Hvidovre: 1973
KB: 1980
Lyngby: 1983

### Individuale
- Capocannoniere del campionato danese: 2

1973 (28 reti), 1980 (19 reti)
- Calciatore danese dell'anno: 1

1973